# Adonisea walsinghami
Adonisea walsinghami là một loài bướm đêm trong họ Noctuidae.